# EniProgetti
EniProgetti S.p.A. è la società di ingegneria per l’industria di Eni, da cui è controllata al 100%. I principali ambiti in cui opera sono: progetti di sviluppo di  sistemi di produzione, trattamento e trasporto di idrocarburi sia a terra che offshore; progetti di tecnologie innovative e progetti HSE.
EniProgetti nasce nel 2017 dalla fusione di Tecnomare ed Eni engineering e&p. Alla nascita è costituita da circa 1000 dipendenti, distribuiti a livello locale e internazionale presso le sedi di: Venezia, San Donato Milanese, Roma, Vibo Valentia, Basingstoke,  Aksai e Il Cairo.

## Storia
Di seguito una breve cronistoria dello sviluppo delle società di ingegneria del gruppo Eni:
- 2008: Eni acquisisce l'intero pacchetto azionario di Tecnomare S.p.A. (fondata nel 1971)
- 2013: Eni acquisisce Eni engineering e&p
- 2015: I centri di ingegneria Saipem di Roma e Vibo Valentia confluiscono in Tecnomare
- 2017: Tecnomare ed Eni engineering e&p confluiscono in EniProgetti

## Progetti di impianti per la produzione di idrocarburi
EniProgetti offre servizi di ingegneria per la progettazione di impianti upstream, midstream e downstream per la produzione di idrocarburi. La progettazione riguarda impianti a terra (on-shore) e a mare (off-shore), sviluppi subsea e sistemi di produzione galleggianti, condotte sottomarine e terrestri, punti di attracco e di caricamento.
- Nella progettazione di impianti off-shore, EniProgetti eredita un'esperienza di progettazione di piattaforme e sistemi di produzione galleggianti nel Mar Mediterraneo, Mare del Nord, Africa, Sudamerica, Golfo Persico e Australia.
- A terra, EniProgetti eredita le capacità di progettazione di impianti di produzione, trattamento, raffinazione e trasporto di idrocarburi.

## Tecnologie e progetti innovativi
Altra area tecnica confluita in EniProgetti è la ricerca e lo sviluppo di tecnologie innovative nel campo dell'esplorazione, della produzione, del trattamento e del trasporto di petrolio, gas naturale e prodotti derivati. Le principali aree di ricerca sono:
- HSE: tecnologie per il monitoraggio di parametri ambientali, geofisici, geochimici, meteorologi, oceanografici e strutturali
- Esplorazione, in particolare tecnologie applicate a condizioni difficili quali il deep-water
- Perforazione: in ambiente deep-water, sistemi di sicurezza e monitoraggio
- Ingegneria, in particolare nella validazione di nuove tecnologie

## Altre aree
EniProgetti fornisce servizi ad Eni anche riguardanti la gestione dei progetti, la gestione della documentazione, il monitoraggio e il controllo delle attività progettuali.